# Tweede Kamerverkiezingen in het kiesdistrict Zaandam (1848-1850)
Tweede Kamerverkiezingen in het kiesdistrict Zaandam (1848-1850) geeft een overzicht van verkiezingen voor de Nederlandse Tweede Kamer in het kiesdistrict Zaandam in de periode 1848-1850.
Het kiesdistrict Zaandam werd ingesteld na de grondwetsherziening van 1848.  Tot het kiesdistrict behoorden de volgende gemeenten: Akersloot, Assendelft, Beemster, De Rijp, Graft, Heemskerk, Heerhugowaard, Jisp, Koog aan de Zaan, 
Krommenie, Oostzaan, Oterleek, Oudorp, Schermerhorn, Uitgeest, Ursem, Westzaan, Wijdewormer, Wormer, Wormerveer, Zaandam, Zaandijk en Zuid- en Noord-Schermer.
Het kiesdistrict Zaandam vaardigde in dit tijdvak per zittingsperiode één lid af naar de Tweede Kamer. 
Legenda
- vet: gekozen als lid van de Tweede Kamer.

## 30 november 1848
De verkiezingen werden gehouden na ontbinding van de Tweede Kamer, na inwerkingtreding van de herziene grondwet.
|                    | 30 november |
| ------------------ | ----------- |
| Kiesgerechtigden   | 1.002       |
| Opkomst            | 839         |
| Geldige stemmen    | 833         |
| Blanco stemmen     | 2           |
| Kandidaten         |             |
| H.J. Smit          | 648         |
| J.R. Thorbecke     | 60          |
| H.A.A. van Berckel | 31          |
| J.C. van Wessem    | 24          |
| W.J.C. van Hasselt | 18          |
| Æ. Mackay          | 12          |

## Opheffing
In 1850 werd het kiesdistrict Zaandam opgeheven. De tot het kiesdistrict behorende gemeenten werden ingedeeld bij de al bestaande kiesdistricten Alkmaar (Akersloot, Assendelft, Heemskerk, Koog aan de Zaan, Krommenie, Oudorp, Uitgeest, Westzaan, Wormerveer, Zaandam en Zaandijk) en Hoorn (Beemster, De Rijp, Graft, Heerhugowaard, Jisp, Oostzaan, Oterleek, Schermerhorn, Ursem, Wijdewormer, Wormer en Zuid- en Noord-Schermer) die beide tegelijkertijd omgezet werden in een meervoudig kiesdistrict.